# Splatter University
Splatter University es una película slasher de 1984 que fue distribuida por Troma Entertainment.

## Argumento
Un paciente se escapa de un hospital mental, matando a uno de sus guardianes para luego robar su uniforme. Tres años después, un profesor que está trabajando hasta tarde es apuñalado y asesinado por el mismo paciente, después de que él llega a la universidad local. El próximo semestre, el profesor sustituto y un nuevo grupo de estudiantes tienen que lidiar con un nuevo brote de asesinatos.

## Reparto
- Forbes Riley como Francine Forbes.
- Ric Randig como Mark Hammond.
- Dick Biel como el padre Janson / Daniel Grayham.
- Kathy LaCommare como Kathy Lacommare.
- Laura Gold como Cynthia.

## Crítica
AllMovie criticó la película por lo absurdo de su argumento.